# Zračni top
Zračni top (prema engleskom terminu "air gun") izvor je seizmičkih valova u vodenoj sredini koji se temelji na gibanju vodenih čestica zbog naglog širenja mjehura jako stlačenog zraka. Njegov spektar ovisi o količini i tlaku zraka te o dubini vode. Radi otklanjanja sekundarnih oscilacija koriste se ugođene figure topova te posebni uređaji za oblikovanje izlaznog vala (tzv. "waveshape kit" tj. uređaj za valno oblikovanje).